# PSR J0952–0607
PSR J0952–0607是雙星系統中的一顆巨大的毫秒脈衝星，位於六分儀座中，距離地球 3,200–5,700 光年（970–1,740 pc）。 它保持著截至 2022年已知質量最大的中子星的記錄，質量是太陽的 2.35±0.17 倍，可能接近中子星的托爾曼-奧本海默-沃爾科夫質量上限。 此脈衝星以 707 Hz（1.41 毫秒週期）的頻率旋轉，使其成為已知旋轉第二快的脈衝星，也是銀河系內已知旋轉最快的脈衝星。

## 雙星系統

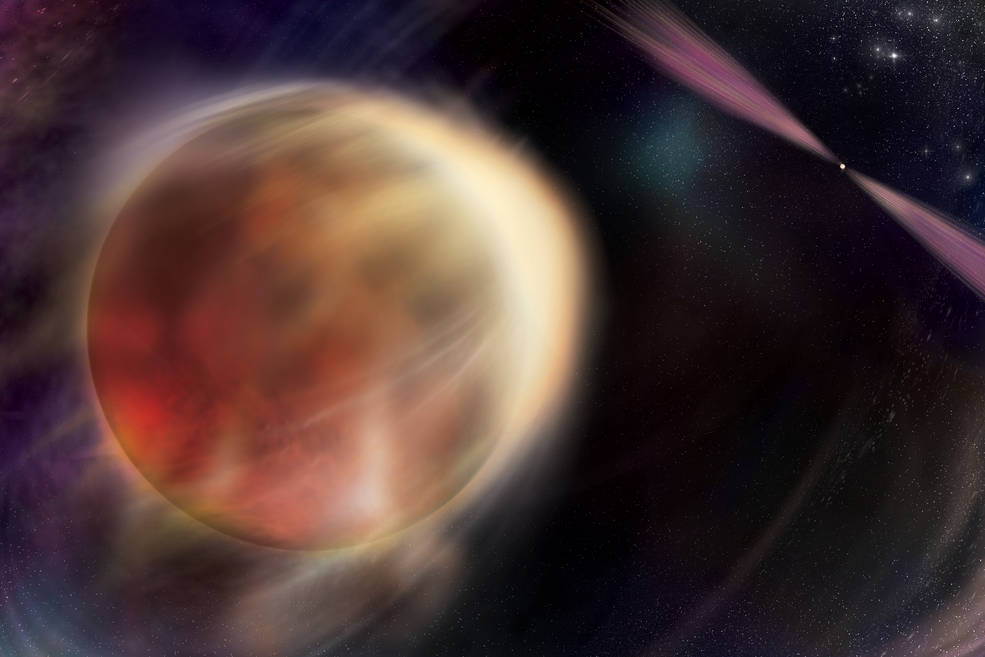
藝術家對黑寡婦脈衝星系統的想像畫，其中一個恆星質量伴星正在被其宿主脈衝星的強烈輻射剝離

PSR J0952–0607雙星系統包含一顆質量巨大的脈衝星和一個亞恆星質量（<0.1 太陽質量）（p. 127）的伴星組成，緊密環繞在其周圍。由於這種配置，該系統屬於“黑寡婦脈衝星”類型，這種類型的脈衝星會“吞噬”它們的伴星。伴星因強烈的高能太陽風和脈衝星發出的伽馬射線的侵蝕而不斷失去質量，脈衝星並將伴星失去的物質吸積到自己身上。（p. 127）（p. 1）